# Mangue-branco
O mangue-branco (Laguncularia racemosa) é uma árvore pioneira nativa e típica do manguezal brasileiro, encontrada no interior do mangue e na transição para a floresta de restinga.
É a única espécie do gênero Laguncularia.

## Características
A árvore chega aos 18 m de altura, seu tronco é áspero e fissurado.
As raízes têm geotropismo negativo e portam pneumatóforos, para oxigenar os tecidos no solo alagado. Apresentam lenticelas, que também permitem a troca de gases entre a planta e o meio externo.
O pecíolo de suas folhas é vermelho e seu florescimento ocorre entre janeiro e fevereiro. Os frutos são drupas vermelho-marrom, e as sementes são viáveis somente por 30 dias.
Tolera altas taxas de salinidade, devido à presença de estruturas especializadas em eliminar o sal absorvido pela planta, localizadas nos pecíolos, chamadas de glândulas de sal. O fato do mangue-branco existir em costas de baixa salinidade se deve ao fato de competir mais eficientemente em áreas de reduzido teor de sal.
A dispersão das sementes é por autocoria.

## Ocorrência
Nos mangues da costa oeste africana (do Senegal até Camarões), no Caribe e na costa atlântica americana da Flórida até o sul do Brasil, na costa americana banhada pelo Pacífico entre México e Peru, incluindo as Ilhas Galápagos.
Em São Paulo ocorre nos mangues de todo o litoral, sul e norte, e está ameaçada devido à destruição destes.

## Usos
Adstringente e tônica, é usada na medicina popular contra disenteria, afta, febre e caspa. Com alto teor de tanino, tem propriedades antitumorais.